# Babiana rubrocyanea
Babiana rubrocyanea är en irisväxtart som först beskrevs av Nikolaus Joseph von Jacquin, och fick sitt nu gällande namn av Ker Gawl. Babiana rubrocyanea ingår i släktet Babiana och familjen irisväxter. Inga underarter finns listade i Catalogue of Life.

## Bildgalleri

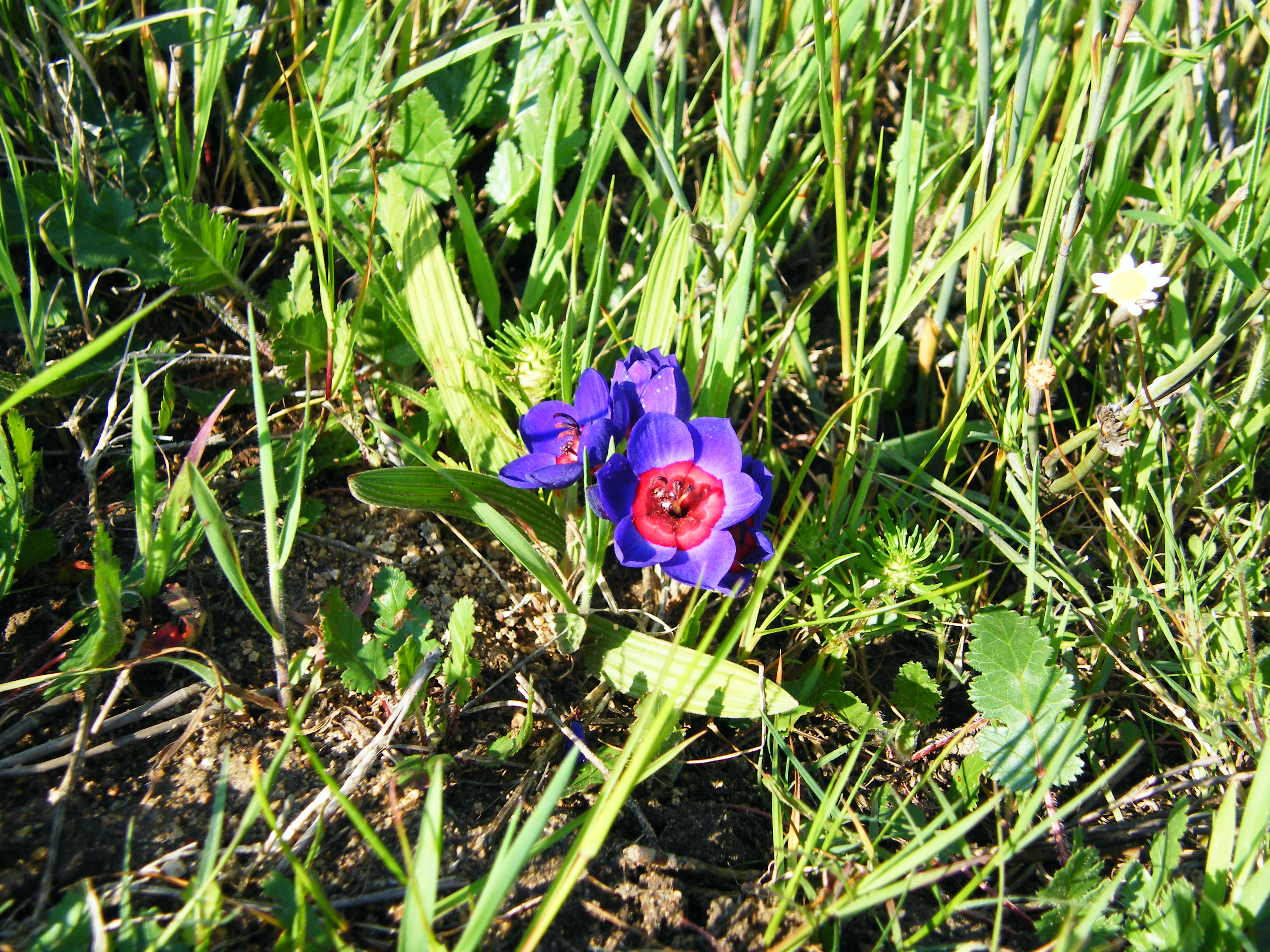
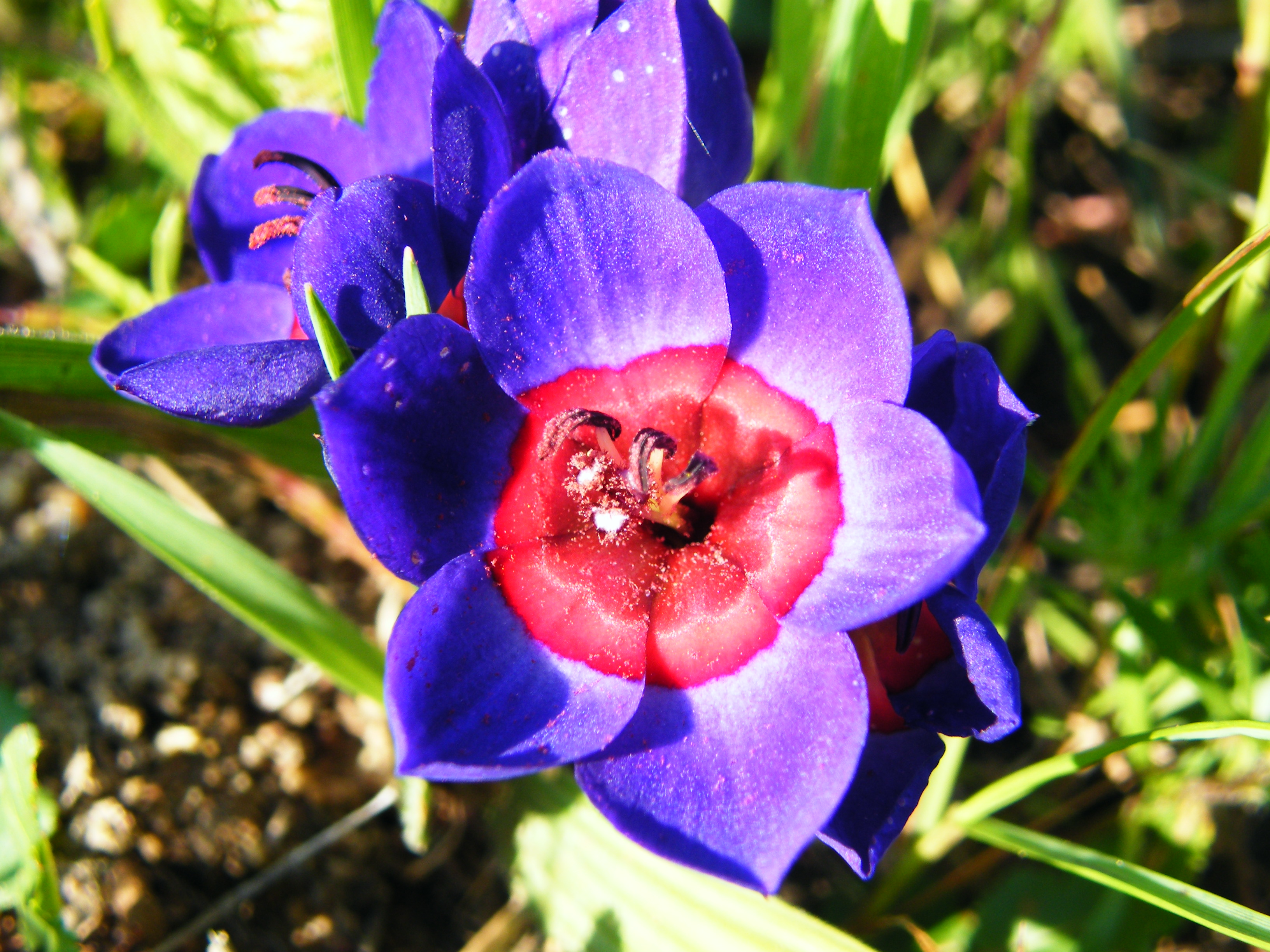